# Azor (A-91)
El Azor (A-91) fue un Buque de Representación, de la Armada, construida para el uso del jefe del Estado español Francisco Franco.

## Antecedentes
Franco había utilizado ya un yate menor, llamado también Azor aunque apodado por Franco "Azorín", construido con madera de roble en 1925 en Kiel (Alemania) en el que tuvo lugar la reunión Franco y Don Juan de Borbón, sobre la sucesión del régimen. A sugerencia del entonces capitán de fragata Pedro Nieto Antúnez sobre la conveniencia de poseer una embarcación oficial de mayor porte el barco fue encargado a los Astilleros Bazán y botado en 1949, siendo la madrina su hija María del Carmen Franco y Polo.
Para mejorar sus capacidades marineras, entre 1959 y 1960 se procedió a realizar una reforma, que consistió en el alargamiento de 5 metros de su eslora, añadiendo una sección de 5 m entre el puente y la chimenea, momento que se aprovechó para sustituir los motores originales por otros más potentes, se modificó la proa, se cambió el mástil en trípode por otro compacto de mayor altura y se procedió a ampliar y cerrar el puente de mando.

## Armamento
Inicialmente montó dos cañones arponeros, uno de 46 mm, que era producto de la transformación de un viejo cañón Nordenfelt de 57 mm, y otro procedente de un cañón de 20 mm. Estas piezas de fortuna no dieron buen resultado, por lo que fueron reemplazadas en abril de 1955 por un nuevo cañón arponero de 50 mm modelo Fangstkanon M/42, fabricado por Kongsberg Vapenfabrik. Esta última pieza, le fue retirada en la década de 1970.

## Años de servicio

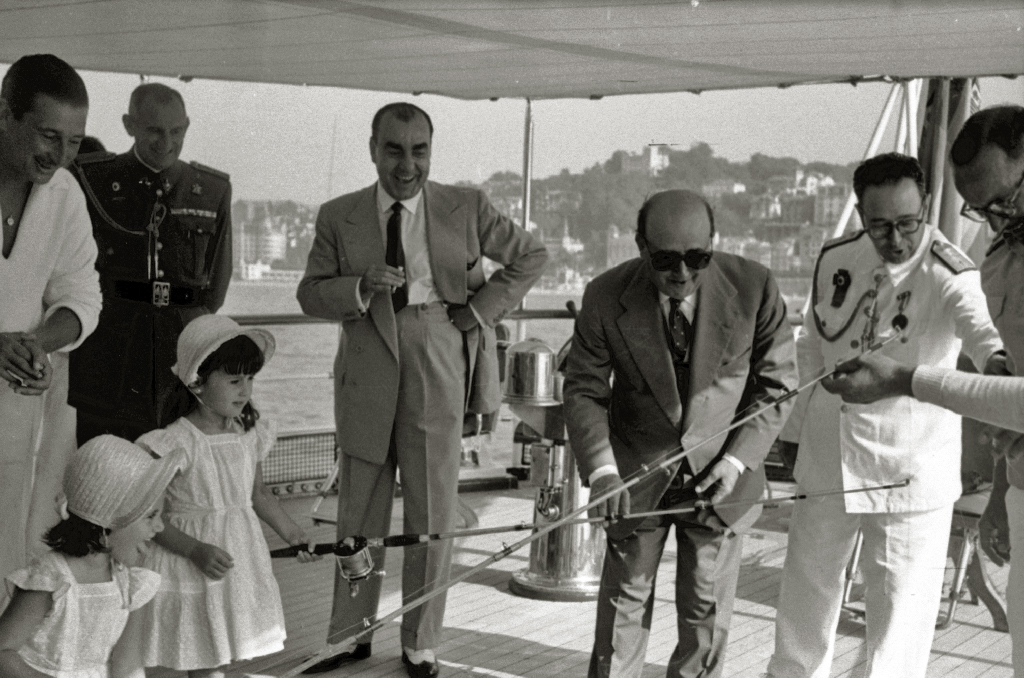
Luis Carrero Blanco con Franco y su familia en el yate Azor en el año 1963.

Durante 26 años la nave fue usada como yate de recreo por Franco y su familia, en él pudo practicar su afición a la pesca, especialmente la del atún, e incluso, un cetáceo en 1958.

## Destino posterior
Tras la muerte de Franco el barco fue mantenido en perfecto estado de uso por la armada española aunque apenas se utilizó. En 1984 el Rey Juan Carlos I pasó revista a la flota desde él. En otra ocasión fue utilizado por el presidente del gobierno Felipe González en sus vacaciones de verano de 1985 para realizar un crucero de Rota a Lisboa, un viaje que resultó muy polémico y criticado.
El barco fue dado de baja el 30 de abril de 1992, y permaneció en Ferrol hasta que fue adquirido por Lázaro González, un particular en 1992 en una subasta del Estado por 4 670 124 pesetas. Aunque el contrato de adjudicación especificaba que su destino debía ser el desguace, su nuevo propietario tenía otras ideas para él: Convertirlo en un local de ocio flotante. Pese a contar con importantes apoyos y dinero para sufragar el proyecto nunca consiguió el permiso para devolver el Azor al mar.
Frustrado este proyecto, el barco fue serrado en tres partes y trasladado a las afueras del pueblo de Cogollos en Burgos donde fue de nuevo ensamblado para formar parte de un complejo hotelero en el cual se rehabilitarían los camarotes para ser utilizados como suites.
Este proyecto tampoco se llegó a materializar permaneciendo en el mismo lugar en un estado de semiabandono, siendo fuertemente vandalizado.
Finalmente, acabó siendo convertido en piezas de arte por Fernando Sánchez Castillo que lo compró para tal propósito a finales de 2011.

## Curiosidades
- En el imaginario popular español ha quedado grabada la imagen de un Franco mostrando sus descomunales capturas de pesca. El barco poseía a popa un pequeño cañón lanzador de arpones con el que Franco capturó incluso un pequeño cachalote en 1958.[4]
- En el verano del 1985 con la polémica del uso del yate por parte de Felipe González, Francisco de Paula Sánchez, un funcionario del Instituto Nacional de Empleo (Inem) destinado en Burgos, solicitó el uso personal del yate para sus vacaciones, ya que Felipe González se defendió de las críticas argumentando que el Azor pertenecía al Patrimonio del Estado y cualquier ciudadano podía hacer lo que él había hecho. El funcionario no recibió contestación, pero al poco tiempo de hacerse pública su petición fue traslado forzosamente a trabajar a Barcelona. Francisco de Paula Sánchez recurrió el traslado, y la Audiencia falló a su favor.[10]
- El interior del barco había sido ricamente decorado con maderas nobles. Franco y su esposa dormían en camarotes separados.
- Albert Boadella rodó en él alguna de las escenas de su película ¡Buen viaje, excelencia! (2003)
- En 2005 se puso a la venta el primer yate de Franco (que había sido reclasificado como Guardapescas, con numeral V-1 y asignado a la Escuela Naval,  posteriormente reclasificado como Patrullero de Vigilancia de Zona PVZ-01) y pertenecía entonces a un particular holandés que lo había comprado en subasta en 1983.[11]